# Montes Claros Vôlei
O Montes Claros Vôlei, é uma equipe brasileira de voleibol masculino da cidade de Montes Claros, Minas Gerais. Atualmente disputa a Superliga B.

## Histórico
A equipe foi fundada em Goiânia por Zacarias Nascente Netto em 1988 com o objetivo de massificar o voleibol no estado de Goiás com o nome de Associação de Paula e Montecristo Voleibol. Desde 2007 a equipe passou a traçar metas mais ambiciosas, como chegar à elite da Superliga. Em 2013, após conquistar o quarto lugar na Liga Nacional, a equipe foi convidada para participar da Série B, da qual sagrou-se campeã e logrou o acesso à elite do voleibol brasileiro.
Durante a pré-temporada houve grande expectativa na equipe, que seria a primeira representante do estado de Goiás na história da Superliga. Após a conquista do título da Supercopa Banco do Brasil, porém, a equipe sofreu com a falta do aporte financeiro prometido pelo governo estadual, fundamental para que o projeto tivesse condições de disputar o campeonato nacional. Depois de um período de incertezas a equipe recebeu o apoio necessário da prefeitura de Montes Claros, fazendo com que a equipe se mudasse para esta cidade, passando a chamar-se Montes Claros Vôlei. Os atletas aceitaram uma diminuição de salário, mas o baixo orçamento da equipe e eventuais atrasos no pagamento fizeram cinco jogadores deixarem o Montes Claros.
Em 2019 o clube assinou parceria pra disputar a Superliga 2019-20 com a marca do América-MG.
Em 2024, o clube encerrou a parceria com a agremiação de Belo Horizonte, voltando a se chamar Montes Claros Vôlei, para a disputa da Superliga B.

## Resultados obtidos nas principais competições

### Títulos conquistados
Superliga Série B
- Campeão: 2013

 Supercopa Banco do Brasil
- Campeão: 2013

 JAB's
- Campeão:2013[16]

 Liga do Desporto Universitário
- Campeão:2012[17]

 Campeonato Goiano
- Campeão: 2008, 2009, 2010, 2011 e 2012

 Jogos Abertos de Goiás
- Campeão: 2008, 2009, 2010, 2011 e 2012

## Elenco

### Temporada 2016/2017
Relacionados para disputar a Superliga Série A 2016/2017 pelo Montes Claros Vôlei:
| #  | Nome                                | Apelido        | Altura | Idade   | Nacionalidade | Posição    |
| -- | ----------------------------------- | -------------- | ------ | ------- | ------------- | ---------- |
| 1  | Cléber de Oliveira Júnior           | Cléber Mineiro | 2,01   | 38 anos | Brasil        | Ponteiro   |
| 2  | Luan José Weber                     | Luan           | 2,02   | 26 anos | Brasil        | Oposto     |
| 3  | Gabriel de Souza Lima               | Biel           | 1,89   | 25 anos | Brasil        | Levantador |
| 4  | Alexsandro Garcia Vicente           | Índio          | 1,90   | 27 anos | Brasil        | Levantador |
| 5  | Bruno Henrique Pereira Dianini      | Dianini        | 2,00   | 22 anos | Brasil        | Central    |
| 6  | Jônatas Weslei Santos Cardoso       | Jônatas        | 1,93   | 24 anos | Brasil        | Ponteiro   |
| 7  | Murilo Radke                        | Radke          | 1,98   | 28 anos | Brasil        | Levantador |
| 8  | Alexandre Meinecke Monteiro         | Alê            | 1,94   | 24 anos | Brasil        | Ponteiro   |
| 9  | Robson Gomes Augusto                | Robinho        | 2,05   | 32 anos | Brasil        | Central    |
| 10 | Guilherme Fiori Kachel              | Kachel         | 1,90   | 26 anos | Brasil        | Líbero     |
| 11 | Robinson Alessandro Dvoranen        | Bob            | 2,01   | 33 anos | Brasil        | Ponteiro   |
| 12 | Rafael Guimarães Martins            | Rafael         | 2,05   | 26 anos | Brasil        | Central    |
| 13 | Thiago Zambelli Rey                 | Salsa          | 2,04   | 35 anos | Brasil        | Central    |
| 14 | Gian Felipe de Moraes               | Gianzinho      | 1,70   | 28 anos | Brasil        | Líbero     |
| 15 | Willian Reffatti da Costa           | Reffatti       | 1,93   | 30 anos | Brasil        | Ponteiro   |
| 16 | Wanderson Fernandes Paranhas Campos | Wanderson      | 2,00   | 29 anos | Brasil        | Oposto     |

Diretoria
Gestor: Andrey Souza
Supervisor: Guilherme Andrade
Comissão Técnica
Técnico: Marcelinho Ramos
Auxiliar técnico: Leandro Dutra
Preparador físico: Gabriel Azzi
Fisioterapeuta: Jomar Almeida
Nutricionista: Aiesca Sampaio
Estatístico: Deividy Cedson

### Temporada 2015/2016
Relacionados para disputar a Superliga Série A 2015/2016 pelo Montes Claros Vôlei:
| #  | Nome                             | Apelido           | Altura | Idade   | Nacionalidade | Posição    |
| -- | -------------------------------- | ----------------- | ------ | ------- | ------------- | ---------- |
| 1  | Guilherme Fiori Kachel           | Kachel            | 1,90   | 26 anos | Brasil        | Líbero     |
| 2  | Robinson Alessandro Dvoranen     | Bob               | 2,01   | 33 anos | Brasil        | Ponteiro   |
| 3  | Maicon José Leite da Costa       | Maicon Leite      | 2,03   | 25 anos | Brasil        | Central    |
| 4  | Renan Freire da Purificação      | Renan Purificação | 1,96   | 25 anos | Brasil        | Ponteiro   |
| 5  | Rafael Guimarães Martins         | Rafael            | 2,05   | 26 anos | Brasil        | Central    |
| 6  | Milan Celić                      | Celić             | 2,01   | 29 anos | Sérvia        | Central    |
| 7  | Thiago Zambelli Rey              | Salsa             | 2,04   | 35 anos | Brasil        | Central    |
| 8  | Gian Felipe de Moraes            | Gianzinho         | 1,70   | 28 anos | Brasil        | Líbero     |
| 9  | Rodrigo Soares Ribeiro Rodrigues | Rodrigo           | 1,90   | 31 anos | Brasil        | Levantador |
| 10 | Gabriel de Souza Lima            | Biel              | 1,89   | 25 anos | Brasil        | Levantador |
| 11 | Alexsandro Garcia Vicente        | Índio             | 1,90   | 27 anos | Brasil        | Levantador |
| 12 | Wagner Pereira da Silva          | Wagner            | 1,97   | 24 anos | Brasil        | Oposto     |
| 13 | Valdir Gonçalves Júnior          | Juninho           | 1,95   | 30 anos | Brasil        | Ponteiro   |
| 14 | Carlos Eduardo Barreto Silva     | Kadu              | 1,98   | 22 anos | Brasil        | Ponteiro   |
| 15 | André Luiz da Silva Nascimento   | Canha             | 1,95   | 38 anos | Brasil        | Oposto     |

#### COMISSÃO TÉCNICA
Técnico: Marcelinho Ramos
Auxiliar técnico: Leandro Dutra
Preparador físico: Lucas Müller
Fisioterapeuta: Jomar Almeida
Nutricionista: Aiesca Sampaio
Estatístico: Willian Santa Maria

### Temporada 2014/2015
Relacionados para disputar a Superliga Série A 2014/2015 pelo Montes Claros Vôlei:
| #  | Nome                                 | Apelido        | Altura | Idade   | Nacionalidade | Posição    |
| -- | ------------------------------------ | -------------- | ------ | ------- | ------------- | ---------- |
| 1  | Edson Cândido Cerqueira              | Edinho         | 1,93   | 36 anos | Brasil        | Oposto     |
| 2  | Wesley da Silva Ribeiro              | Ezinho         | 1,90   | 38 anos | Brasil        | Líbero     |
| 3  | Túlio Galvão Muller Nogueira         | Túlio          | 2,00   | 31 anos | Brasil        | Ponteiro   |
| 4  | Pedro Luiz da Silva Santos           | Pedrão         | 2,05   | 23 anos | Brasil        | Central    |
| 5  | Leonardo Lima Horvath Mello          | Léo Mello      | 1,97   | 41 anos | Brasil        | Oposto     |
| 6  | Rodrigo de Gennaro Leme              | Rodriguinho    | 1,85   | 37 anos | Brasil        | Levantador |
| 7  | Marcos Vinícius de Souza Leal Acácio | Acácio         | 2,08   | 39 anos | Brasil        | Central    |
| 8  | Cristian Poglajen                    | Polaco         | 1,95   | 28 anos | Argentina     | Ponteiro   |
| 9  | Ygor Francisco Tavares Duarte        | Ceará          | 1,92   | 28 anos | Brasil        | Ponteiro   |
| 10 | Alexsandro Garcia Vicente            | Índio          | 1,90   | 27 anos | Brasil        | Levantador |
| 11 | Lucas Gil Assis de Lima              | Lucas Gil      | 1,99   | 27 anos | Brasil        | Central    |
| 12 | Thiago Zambelli Rey                  | Salsa          | 2,04   | 35 anos | Brasil        | Central    |
| 13 | Gian Felipe de Moraes                | Gianzinho      | 1,70   | 28 anos | Brasil        | Líbero     |
| 14 | Cléber de Oliveira Júnior            | Cléber Mineiro | 2,01   | 38 anos | Brasil        | Ponteiro   |

Diretoria
Presidente: Sebastião  Pereira Santos
Diretor: Andrey  George Silva Souza
Supervisor: William  do Prado Ramos
Comissão Técnica
Técnico: Paulo Henrique de Sousa Martins
Auxiliar  Técnico: Rogerio  Santos
Preparador  Físico: Jomar
Fisioterapeuta: Ivan Marconi Cotta de Queiroz
Médico: Carlos
Massagista: Fernando Vieira dos Santos
Relacionados para disputar a Superliga Série A 2013/2014 pelo Montes Claros Vôlei:

### Temporada 2011/2012
Relacionados para disputar a Superliga Série A 2011/2012 pelo Montes Claros Vôlei:
| #  | Nome                            | Apelido         | Altura | Idade   | Nacionalidade | Posição    |
| -- | ------------------------------- | --------------- | ------ | ------- | ------------- | ---------- |
| 1  | Fabiano de Mendonça Bittar      | Tuba            | 2,02   | 37 anos | Brasil        | Oposto     |
| 2  | Rafael Martins de Almeida       | Rafa            | 1,81   | 41 anos | Brasil        | Levantador |
| 3  | Guilherme Batista Panta         | Guilherme Panta | 1,85   | 25 anos | Brasil        | Levantador |
| 4  | Fábio Luis Malachias Paes       | Fábio           | 1,90   | 32 anos | Brasil        | Líbero     |
| 5  | Rodrigo Pietro Rivoli           | Rivoli          | 1,95   | 38 anos | Brasil        | Levantador |
| 6  | Leonardo Augusto Lopes Caldeira | Léo Caldeira    | 1,94   | 34 anos | Brasil        | Ponteiro   |
| 7  | Marcos Roberto Nascimento       | Silêncio        | 2,00   | 34 anos | Brasil        | Central    |
| 8  | Alberto Pedra Mendes            | Alberto         | 2,00   | 36 anos | Brasil        | Central    |
| 9  | Federico Pereyra                | Pereyra         | 1,97   | 29 anos | Argentina     | Oposto     |
| 10 | Ricardo Aparecido Serafim       | Serafim         | 1,90   | 37 anos | Brasil        | Ponteiro   |
| 11 | Paulo Anchieta Veloso Pinto     | Paulo Anchieta  | 2,00   | 40 anos | Brasil        | Ponteiro   |
| 12 | Thiago Zambelli Rey             | Salsa           | 2,04   | 35 anos | Brasil        | Central    |
| 13 | Breno Marques Nascimento Silva  | Breno Silva     | 1,98   | 27 anos | Brasil        | Ponteiro   |
| 14 | Willian Reffatti da Costa       | Reffatti        | 1,93   | 30 anos | Brasil        | Ponteiro   |

### Temporada 2010/2011
Relacionados para disputar a Superliga Série A 2010/2011 pelo Montes Claros Vôlei:
| #  | Nome                              | Apelido         | Altura | Idade   | Nacionalidade | Posição    |
| -- | --------------------------------- | --------------- | ------ | ------- | ------------- | ---------- |
| 1  | Giovanni Baliana das Chagas       | Giovanni        | 2,02   | 35 anos | Brasil        | Central    |
| 2  | Matheus Burahen Martins           | Matheusão       | 1,97   | 25 anos | Brasil        | Central    |
| 3  | Alberto Pedra Mendes              | Alberto         | 2,00   | 36 anos | Brasil        | Central    |
| 4  | Alexander Szot Marczewski         | Alemão          | 1,97   | 28 anos | Brasil        | Oposto     |
| 5  | Breno Marques Nascimento Silva    | Breno Silva     | 1,98   | 27 anos | Brasil        | Central    |
| 6  | Bruno Augusto Iorio Zanuto        | Zanuto          | 1,99   | 34 anos | Brasil        | Ponteiro   |
| 7  | Denison Sena da Conceição         | Denison         | 1,88   | 37 anos | Brasil        | Ponteiro   |
| 8  | Everaldo Felipe Frangiotti Castro | Evero           | 1,93   | 37 anos | Brasil        | Ponteiro   |
| 9  | Fábio Luis Malachias Paes         | Fábio           | 1,90   | 32 anos | Brasil        | Líbero     |
| 10 | Guilherme Batista Panta           | Guilherme Panta | 1,85   | 25 anos | Brasil        | Levantador |
| 11 | Manius Fernando da Silva Abbad    | Manius          | 2,02   | 41 anos | Brasil        | Ponteiro   |
| 12 | Leandro Araújo da Silva           | Leandrão        | 2,08   | 33 anos | Brasil        | Oposto     |
| 13 | Rodrigo de Gennaro Leme           | Rodriguinho     | 1,85   | 37 anos | Brasil        | Levantador |
| 14 | Rodrigo Soares Ribeiro Rodrigues  | Rodrigo         | 1,90   | 31 anos | Brasil        | Levantador |
| 15 | Thiago Zambelli Rey               | Salsa           | 2,04   | 35 anos | Brasil        | Central    |

##### Diretoria
Presidente: José Felipe Dias Oliveira
Diretor: Victor Felipe Silveira Oliveira
Supervisor: William do Prado Ramos
Outro: Ana Maria Barbosa Sant'ana

##### Comissão Técnica
Técnico: Talmo Curto de Oliveira
Assistente Técnico: Leandro Nogueira Dutra
Preparador Físico: Sérgio Mançan
Fisioterapeuta: Jomar Luiz Santos de Almeida / José Antônio Chaves de Aguiar Filho
Médico:  Dênio de Castro Gomes

### Temporada 2009/2010
Relacionados para disputar a Superliga Série A 2009/2010 pelo Montes Claros Vôlei:
| #  | Nome                                 | Apelido         | Altura | Idade   | Nacionalidade | Posição    |
| -- | ------------------------------------ | --------------- | ------ | ------- | ------------- | ---------- |
| 1  | Cristovão Miguel Da Silva            | Cristovão       | 1,83   | 33 anos | Brasil        | Levantador |
| 2  | Danilo Gelinski                      | Gelinski        | 1,90   | 27 anos | Brasil        | Levantador |
| 3  | Deivid Junior Costa                  | Deivid          | 2,06   | 29 anos | Brasil        | Central    |
| 4  | Diogo Andrade Da Silva               | Diogo           | 1,92   | 39 anos | Brasil        | Ponteiro   |
| 5  | Fabricio Stevens Finoti Dias         | Lorena          | 1,98   | 38 anos | Brasil        | Oposto     |
| 6  | Guilherme Cordal Sasso               | Sasso           | 2,02   | 27 anos | Brasil        | Levantador |
| 7  | Israel Tocolini Freire               | Israel Tocolini | 1,74   | 28 anos | Brasil        | Líbero     |
| 8  | Leonardo Henrique Pinheiro           | Leozão          | 2,08   | 31 anos | Brasil        | Oposto     |
| 9  | Marcos Vinicius De Souza Leal Acácio | Acácio          | 2,08   | 39 anos | Brasil        | Central    |
| 10 | Rodrigo de Gennaro Leme              | Rodriguinho     | 1,85   | 37 anos | Brasil        | Levantador |
| 11 | Rodrigo Moraes De Campos Arruda      | Canhoto         | 1,91   | 38 anos | Brasil        | Ponteiro   |
| 12 | Silmar Antonio De Almeida            | Piá             | 2,03   | 30 anos | Brasil        | Ponteiro   |
| 13 | Thiago Zambelli Rey                  | Salsa           | 2,04   | 35 anos | Brasil        | Central    |
| 14 | Tiago Brendle                        | Brendle         | 1,88   | 31 anos | Brasil        | Líbero     |
| 15 | Tiago Saunders Costa                 | Ceará           | 2,02   | 31 anos | Brasil        | Central    |
| 16 | Wesley Da Silva Ribeiro              | Ezinho          | 1,90   | 38 anos | Brasil        | Ponteiro   |

##### Diretoria
Presidente: José Felipe Dias Oliveira
Diretor: Victor Felipe Silveira Oliveira / Luiz Tadeu Martins Leite
Supervisor: William do Prado Ramos
Outro: Ana Maria Barbosa Sant'ana tigre

##### Comissão Técnica
Técnico: Talmo Curto de Oliveira
Assistente Técnico: Carlos Augusto Oliveira De Almeida
Preparador Físico: Guilherme Pereira Berriel
Fisioterapeuta: Jomar Luiz Santos De Almeida / José Antonio Chaves de Aguiar Filho
Médico: Dênio de Castro Gomes